# Récepteur (biochimie)
Pour les articles homonymes, voir Récepteur.
 (janvier 2021).
Si vous disposez d'ouvrages ou d'articles de référence ou si vous connaissez des sites web de qualité traitant du thème abordé ici, merci de compléter l'article en donnant les références utiles à sa vérifiabilité et en les liant à la section « Notes et références ».
En biochimie, un récepteur est une protéine de la membrane cellulaire ou du cytoplasme ou du noyau cellulaire qui se lie spécifiquement à un facteur spécifique (un ligand, tels un neurotransmetteur, une hormone, une molécule médicamenteuse, une toxine, un ion calcium, ou une protéine spécifique de la membrane d'un virus…), induisant une réponse cellulaire à ce ligand. 

Les modifications du comportement du récepteur protéique induites par le ligand conduisent à des modifications physiologiques qui constituent les « effets biologiques » du ligand.
Comme toutes les protéines, les récepteurs ont leur structure primaire codée par un gène sur l'ADN. La plupart des gènes codant des hormones comportent une petite séquence qui indique à la cellule si elles doivent être transportées vers la membrane cellulaire ou si elles doivent rester dans le cytoplasme.

## Généralités
De nombreuses maladies génétiques sont dues à des anomalies au niveau des gènes codant ces récepteurs. Parfois, il est difficile de dire si le récepteur n'est pas fonctionnel ou si le niveau de production de l'hormone correspondante est diminué ; ces cas entrent dans la catégorie de maladies endocrines dites « pseudo-hypo- » dans lesquelles la réponse insuffisante du récepteur à son hormone passe pour un déficit dans la production de cette dernière.

Il existe différents types de récepteurs en fonction de leur ligand et de leurs fonctions :
- certaines protéines réceptrices sont des protéines de la partie externe de la membrane plasmique ;
- de nombreux récepteurs aux hormones et aux neurotransmetteurs sont des protéines transmembranaires enchâssées dans la bicouche lipidique des membranes cellulaires. Ces récepteurs sont soit couplés à une protéine G soit porteurs d'une activité enzymatique ou de canal ionique qui permettent l'activation des voies métaboliques de la transduction du signal en réponse à la fixation du ligand :
  - les récepteurs métabotropes sont couplés aux protéines G et affectent les cellules indirectement par le moyen d'enzymes qui contrôlent les canaux ioniques ;
- l'autre classe majeure de récepteurs est constituée par les protéines intracellulaires comme les récepteurs aux hormones stéroïdes et des gaz. Ces récepteurs peuvent parfois pénétrer dans le noyau de la cellule pour y moduler l'expression de gènes spécifiques, en réponse à l'activation par le ligand ; les gazorécepteurs peuvent être à la fois des enzymes et des facteurs de transcription.[réf. souhaitée]
- les formes et les actions des récepteurs sont étudiées, depuis quelques années, par cristallographie aux rayons X et par modélisation informatique. Ceci permet une meilleure compréhension des effets des médicaments sur les sites de liaison de ces récepteurs.

## Agonistes versus antagonistes
Tous les ligands qui se fixent à un récepteur ne l'activent pas obligatoirement, il existe différents types de ligands :
- agonistes (totaux) qui sont capables d'activer le récepteur et le résultat de la réponse biologique est maximal. La plupart des ligands naturels sont des agonistes totaux ;
- agonistes partiels qui n'activent pas pleinement le récepteur, la réponse est donc partielle en comparaison avec les agonistes totaux ;
- antagonistes qui se lient au récepteur mais ne l'activent pas du tout. Il en résulte en blocage total du récepteur, inhibant ainsi la liaison avec d'autres ligands ;
- agonistes inverses qui réduisent l'activité du récepteur en inhibant partiellement son activité et sa capacité à se lier à d'autres ligands eux agonistes.

## Récepteurs transmembranaires
Il existe deux grands types de récepteurs membranaires : les récepteurs ionotropes qui sont des protéines canal et les récepteurs métabotropes qui sont couplés soit à des protéines G (RCPG) soit à une enzyme (tyrosine kinase, histidines kinases, guanylate cyclase…).

### Récepteurs métabotropes

#### Récepteurs couplés aux protéines G(RCPG)
Ces récepteurs sont aussi connus sous le nom de récepteurs à 7 domaines transmembranaires
- Récepteurs muscariniques à l'acétylcholine (Acétylcholine et Muscarine)
- Récepteurs à l'adénosine (Adénosine)
- Récepteurs adrénergiques (Adrénaline et autres médicaments ou hormones structurellement proches)
- Récepteurs au GABA, de type B (Acide gamma-aminobutyrique ou GABA)
- Récepteurs de l'angiotensine (Angiotensine)
- Récepteurs de la bradykinine (en) (Bradykinine)
- Récepteurs cannabinoïdes (Cannabinoïdes)
- Récepteurs à la cholécystokinine (en) (Cholécystokinine)
- Récepteurs dopaminergiques (Dopamine)
- Récepteurs au glucagon (en) (Glucagon)
- Récepteurs métabotropes au glutamate (Glutamate)
- Récepteurs des gonadotropines (FSH,TSH,LH)
- Récepteurs histaminiques (en) (Histamine)
- Récepteurs olfactifs (Stimuli olfactifs)
- Récepteurs opioïdes (Opioïdes)
- Rhodopsine (molécule sensible aux photons et qui constitue donc un photorécepteur)
- Récepteurs aux sécrétines (Sécrétines)
- Récepteurs sérotoninergiques, sauf le récepteur de type 3 (Sérotonine aussi appelée 5-Hydroxytryptamine ou 5-HT)
- Récepteurs de la somatostatine (Somatostatine)
- Récepteurs calciques (Calcium)
- Récepteurs des chimiokines (en) (Chimiokines)
- et bien d'autres…

#### Récepteur à activité tyrosine kinase
Ces récepteurs détectent leur(s) ligand(s) et propagent le signal grâce à l'activité tyrosine kinase de leur domaine intracellulaire.
Cette famille de récepteurs comprend :
- Récepteur de l'EGF (facteur de croissance épidermique)
- Récepteurs à l'érythropoïétine (en) (Érythropoïétine)
- Récepteurs à l'insuline (en) (Insuline)
- Récepteurs EPH
- Récepteurs à l'IGF-1 (en) (IGF-1)
- Divers récepteurs pour des facteurs de croissance et des cytokines
- etc.

#### Récepteurs guanylyl-cyclases
- GC-A et GC-B : récepteurs pour le peptide natriurétique atrial (ANP) et d'autres peptides natriurétiques
- GC-C : récepteur à la guanyline

### Récepteurs ionotropes
- Récepteurs nicotiniques à l'acétylcholine (Acétylcholine et Nicotine)
- Récepteurs à la glycine (en) GlyR (Glycine et Strychnine)
- Récepteurs au GABA de type A et de type C (GABA)
- Récepteurs au glutamate (en) : Récepteur AMPA et Récepteur NMDA (Glutamate)
- Récepteurs sérotoninergiques de type 5-HT3 (Sérotonine)
- Récepteurs purinergiques de type P2X (en) (ATP)

La liste complète des récepteurs des membranes plasmiques humaines est disponible sur le site du Human Plasma Membrane Réceptome (http://receptome.stanford.edu).

## Récepteurs intracellulaires

### Facteurs de transcriptions
- Les récepteurs nucléaires :
  - récepteur des hormones stéroïdes :
    - récepteur des œstrogènes,
    - récepteur de la progestérone,
    - récepteur des androgènes,
    - récepteur des glucocorticoïdes,
    - récepteur des minéralocorticoïdes ;

  - récepteur de la vitamine D ;
  - récepteur des hormones thyroïdes ;
  - récepteur de l'acide rétinoïque et récepteurs associés ;
  - récepteur activé par les proliférateurs de peroxysomes ;
  - Gazorécepteurs pour le monoxyde de carbone et l'oxyde nitrique.

### Récepteurs enzymatiques
- Gazorécepteur pour l'oxyde nitrique.

### Divers
- Récepteur de la transferrine
- Récepteur de l'inositol-triphosphate